# Koidu
Koidu (également connue sous le nom de Sefadu) est une ville située dans la province de l'Est, en Sierra Leone. Capitale et plus grande ville du district de Kono, c'est aussi la cinquième ville de Sierra Leone par le nombre d'habitants. C'est un centre commercial important, notamment en ce qui concerne le diamant.

## Personnalités liées
- Sidique Mansaray, footballeur y est né en 1980
- Fatima Maada Bio, actrice et première dame du pays y est née en 1980